# 브렛 다이어
브렛 조던 다이어(영어: Brett Jordan Dier, 영어 발음: /brɛt ˈdaɪər/, 1990년 2월 14일~)는 캐나다의 배우이다.

## 출연 작품

### 영화
- Seventeen and Missing (2007)
- 배틀 인 시애틀 (2007)
- 둠스데이 2014 (2010) - 제이슨 역
- 윔피 키드 (2010)
- 고스트 스톰 (2011, Ghost Storm)
- 메가 사이클론 스톰 (2012, Mega Cyclone) - 윌 역
- The Wedding Chapel (2013)
- The Hazing Secret (2014)
- 엑소시즘: 죽음의 소리 (2015) - 브래드 역
- 스냅샷 (2018, Snapshots)
- Genèse (2018)
- 애프터 양 (2021)
- 프레시 (2022)

### 텔레비전
- 스몰빌 (2008)
- 트룹 (2009)
- V (2010)
- 미스터 영 (2011-13)
- L.A. 콤플렉스 (2012)
- 시크릿 서클 (2012)
- 프리티 리틀 라이어스 (2013)
- 레이븐스우드 (2013-14)
- 제인 더 버진 (2014-19)
- Schooled (2019-20)